# Zdolność emisyjna
Zdolność emisyjna ciała – wielkość fizyczna określająca możliwość emisji elektromagnetycznego promieniowania termicznego przez to ciało. Jest funkcją temperatury ciała i częstotliwości emitowanego promieniowania {\displaystyle \varepsilon \left(T,\nu \right).} Zdolność emisyjna ciała znajdującego się w temperaturze {\displaystyle T} do emisji promieniowania o częstotliwości {\displaystyle \nu } równa jest energii promieniowania o częstotliwości z zakresu {\displaystyle (\nu ,\nu +\operatorname {d} \nu )} emitowanej z powierzchni 1 m² w ciągu 1 s lub krócej, strumieniowi energii promieniowania {\displaystyle \Phi } emitowanemu z powierzchni 1 m². Definicję tę wyraża wzór
{\displaystyle \varepsilon \left(T,\nu \right)={\frac {1}{St}}{\frac {\operatorname {d} E}{\operatorname {d} \nu }}={\frac {1}{S}}{\frac {\operatorname {d} \Phi }{\operatorname {d} \nu }}\qquad [\varepsilon ]={\frac {\operatorname {W} }{\operatorname {m} ^{2}\,\mathrm {Hz} }}.}

## Względna zdolność emisyjna
Najwyższą zdolność emisyjną w dowolnej temperaturze ma ciało doskonale czarne (wartość z definicji wynosi 1), zaś najniższą – ciało doskonale białe (wartość 0). Dla innych ciał można określić ich zdolność emisyjną jako iloraz zdolności emisyjnej badanego ciała i ciała doskonale czarnego
{\displaystyle \varepsilon _{w}(T,\nu )={\frac {\varepsilon (T,\nu )}{\varepsilon _{CDC}(T,\nu )}}.}
Parametr ten nazywa się względną zdolnością emisyjną. Jedne z najwyższych wartości (>0,9) osiąga on dla substancji takich jak sadza, woda, lód, czy azbest. Bardzo niskie wartości tego parametru (<0,1) mierzy się z kolei dla wielu metali pozbawionych warstwy tlenków z powierzchni i wypolerowanych. Według przyjętej definicji względna zdolność emisyjna jest bezwymiarowa.
Uwaga: W wielu podręcznikach, szczególnie autorów anglojęzycznych, zdolność emisyjna rozumiana jest jako względna zdolność emisyjna.

## Całkowita zdolność emisyjna
Łączna zdolność emisyjna dla wszystkich częstotliwości nosi nazwę całkowitej zdolności emisyjnej. Określa ją wzór
{\displaystyle \varepsilon _{c}(T)=\int \limits _{0}^{\infty }{\varepsilon (T,\nu )}\operatorname {d} \nu \qquad \left[\varepsilon _{c}\right]=\mathrm {\frac {W}{m^{2}}} .}
Dla danego ciała wielkość ta zależy tylko od jego temperatury.